# Équipe cycliste Doha
L'équipe cycliste Doha est une équipe cycliste qatarie, créée en 2007 participant aux circuits continentaux de cyclisme et en particulier l'UCI Asia Tour. En 2010, elle perd son statut d'équipe continentale.

## Classements UCI
L'équipe participe aux épreuves des circuits continentaux et principalement les courses du calendrier de l'UCI Africa Tour. Le tableau ci-dessous présente les classements de l'équipe sur les circuits, ainsi que son meilleur coureur au classement individuel.
UCI Africa Tour
| Saison | Classement par équipes | Meilleur coureur au classement individuel |
| ------ | ---------------------- | ----------------------------------------- |
| 2009   | 7e                     | Abdelmalek Madani (32e)                   |

UCI Asia Tour
| Saison | Classement par équipes | Meilleur coureur au classement individuel |
| ------ | ---------------------- | ----------------------------------------- |
| 2009   | 2e                     | Ayman Ben Hassine (6e)                    |

## Saison 2009

### Effectif
| Coureur              | Date de naissance | Nationalité         | Équipe 2008 |
| -------------------- | ----------------- | ------------------- | ----------- |
| Khaleel Abduljanan   | 10.04.1983        | Qatar               |             |
| Rdhwan Al-Moraqab    | 01.01.1977        | Qatar               |             |
| Taha Alawi           | 31.12.1986        | Bahreïn             | Néo-pro     |
| Farid Belhani        | 12.03.1984        | Algérie             | Néo-pro     |
| Ayman Ben Hassine    | 08.11.1980        | Tunisie             |             |
| Rafaâ Chtioui        | 26.01.1986        | Tunisie             |             |
| Ahmed Elbourdainy    | 04.04.1990        | Qatar               | Néo-pro     |
| Tareq Esmaeili       | 03.03.1977        | Qatar               |             |
| Abdelbasset Hannachi | 02.02.1985        | Algérie             |             |
| Omar Hasanein        | 09.11.1978        | Syrie               |             |
| Azzedine Lagab       | 18.09.1986        | Algérie             | Néo-pro     |
| Abdelmalek Madani    | 28.02.1983        | Algérie             | Néo-pro     |
| Badr Mirza           | 07.01.1984        | Émirats arabes unis |             |
| Yousif Mirza         | 08.10.1988        | Émirats arabes unis | Néo-pro     |
| Said Moosa           | 11.04.1988        | Qatar               |             |
| Fadi Khan Shikhoni   | 03.05.1985        | Syrie               | Néo-pro     |

### Victoires
| Date       | Course                                               | Pays                | Classe | Vainqueur            |
| ---------- | ---------------------------------------------------- | ------------------- | ------ | -------------------- |
| 23/01/2009 | H. H. Vice President Cup                             | Émirats arabes unis | 1.2    | Ayman Ben Hassine    |
| 24/01/2009 | Emirates Cup                                         | Émirats arabes unis | 1.2    | Ayman Ben Hassine    |
| 05/04/2009 | Championnat des Émirats arabes unis contre-la-montre | Émirats arabes unis | CN     | Badr Mirza           |
| 01/05/2009 | 2e étape du Tour de Singkarak                        | Indonésie           | 2.2    | Rafaâ Chtioui        |
| 19/06/2009 | 5e étape du Tour de Serbie                           | Serbie              | 2.2    | Rafaâ Chtioui        |
| 10/08/2009 | 3e étape du Tour de Java oriental                    | Indonésie           | 2.2    | Abdelbasset Hannachi |

## Saison 2008

### Effectif
| Coureur              | Date de naissance | Nationalité         |
| -------------------- | ----------------- | ------------------- |
| Khaleel Abduljanan   | 10/04/1983        | Qatar               |
| Afif Abdullah        | 29/08/1986        | Qatar               |
| Hamad Afif           | 10/10/1988        | Qatar               |
| Rdhwan Al Moraqab    | 01/01/1977        | Qatar               |
| Ayman Ben Hassine    | 08/11/1980        | Tunisie             |
| Rafaâ Chtioui        | 26/01/1986        | Tunisie             |
| Tareq Esmaeili       | 03/03/1977        | Qatar               |
| Abdelbasset Hannachi | 02/02/1985        | Algérie             |
| Omar Hasanein        | 15/11/1978        | Syrie               |
| Badr Mirza           | 07/01/1984        | Émirats arabes unis |
| Said Moosa           | 04/04/1988        | Qatar               |

### Résultats
| Date       | Course                                     | Pays                | Vainqueur            |
| ---------- | ------------------------------------------ | ------------------- | -------------------- |
| 26/01/2008 | H. H. Vice-President's Cup                 | Émirats arabes unis | Badr Mirza           |
| 14/02/2008 | 3e étape du Tour d'Égypte                  | Égypte              | Ayman Ben Hassine    |
| 15/02/2008 | 4e étape du Tour d'Égypte                  | Égypte              | Ayman Ben Hassine    |
| 21/03/2008 | Tour de Libye                              | Libye               | Omar Hasanein        |
| 30/03/2008 | 1re étape du Tour de la Pharmacie Centrale | Tunisie             | Ayman Ben Hassine    |
| 03/04/2008 | 2e étape du Tour de Java oriental          | Indonésie           | Omar Hasanein        |
| 05/04/2008 | 8e étape du Tour de la Pharmacie Centrale  | Tunisie             | Ayman Ben Hassine    |
| 13/12/2008 | International Grand Prix Al-Khor           | Qatar               | Rafaâ Chtioui        |
| 14/12/2008 | International Grand Prix Losail            | Qatar               | Abdelbasset Hannachi |
| 15/12/2008 | International Grand Prix Messaeed          | Qatar               | Ayman Ben Hassine    |
| 16/12/2008 | International Grand Prix Doha              | Qatar               | Ayman Ben Hassine    |
| 19/12/2008 | 2e étape du Cycling Golden Jersey          | Qatar               | Ayman Ben Hassine    |

Championnats nationaux
| Date       | Course                                                  | Pays                | Vainqueur         |
| ---------- | ------------------------------------------------------- | ------------------- | ----------------- |
| 11/04/2008 | Championnat des Émirats arabes unis du contre-la-montre | Émirats arabes unis | Badr Mirza        |
| 27/05/2008 | Championnat de Tunisie du contre-la-montre              | Tunisie             | Ayman Ben Hassine |